# 比希尔巴赫
比希尔巴赫是奥地利蒂罗尔州罗伊特县的一个市镇。总面积30.6平方公里，总人口824人，人口密度26.9人/平方公里（2005年）。